# Білл Макклюр
Вільям Джеймс С. М. Макклюр (англ. William James S. M. McClure; нар. 4 січня 1958, Ліверпуль, Англія) — новозеландський футболіст англійського походження, півзахисник.

## Клубна кар'єра
Футболом розпочав займатися в «Ліверпулі», за резервну команду якого виступав з 1974 по 1977 рік. У 1977 році став першим легіонером в історії професіонального чемпіонату Ірану. Зіграв 2 поєдинки у футболці гранда іранського футболу, в яких відзначися 1 голом. Однак закріпитися в стартовому складі іранського клубу не вдалося, тому вже незабаром Білл повертається до Англії.
У 1979 році виїхав до Нової Зеландії, де підписав контракт з «Маунт-Веллінгтон». У своєму дебютному сезоні в новій команді зіграв 22 матчів (9 голів) та допоміг столичній команді виграти чемпіонат країни. Наступного року разом з «Маунт-Веллінгтон» оформив «золотий дубль», виграв чемпіонат та кубок Нової Зеландії. У 1982 році знову допомагає своєму клубу виграти національний чемпіонат.
У 1983 році перебрався в «Папатоетое», де виступав протягом чотирьох сезонів. У 1988 році повернувся в «Маунт-Веллінгтон», в якому виступав до 40 років.

## Кар'єра в збірній
У 1981 році отримав новозеландське громадянство. Дебютував у футболці національної збірної 1 вересня 1981 року в нічийному (0:0) поєдинку проти Індії. Два місяці по тому реалізував пенальті в нічийному (2:2) поєдинку проти Саудівської Аравії.
Поїхав на чемпіонат світу 1982 року, але на турнірі не зіграв жодного матчу. Востаннє футболку новозеландської збірної одягав 19 вересня 1986 року в переможному (2:1) поєдинку проти Фіджі. У складі збірної Нової Зеландії зіграв 30 офіційних поєдинків, в яких відзначився 5-а голами.

## Досягнення
«Маунт-Веллінгтон»
- Чемпіонат Нової Зеландії
  -  Чемпіон (3): 1979, 1980, 1982

- Кубок Нової Зеландії
  -  Володар (2): 1980, 1982
  -  Фіналіст (1): 1981

«Папатоетое»
- Чемпіонат Нової Зеландії
  -  Срібний призер (1): 1984